# ロークワン・スミス
- ロークアン・スミス
- ロクアン・スミス

ロークワン・ディーボン・スミス（Roquan Daevon Smith, 1997年4月8日 - ）は、アメリカ合衆国ジョージア州マウントバーノン出身のプロアメリカンフットボール選手。NFLのボルチモア・レイブンズに所属している。ポジションはラインバッカー。

## 経歴

### カレッジ
ジョージア大学では3年目の2017年シーズンにSECチャンピオンシップMVP、SEC最優秀守備選手賞を受賞した。このシーズン終了後、2018年のNFLドラフトにアーリーエントリーした。

### シカゴ・ベアーズ
ドラフト全体8位でシカゴ・ベアーズから指名された。ドラフト後、ベアーズとスミスの代理人の間で契約交渉が難航し、この年の1巡目指名選手の中では最も遅い契約合意となった。

#### 2018年シーズン
開幕戦となった第1週のグリーンベイ・パッカーズ戦でデショーン・カイザーからキャリア初となるサックを記録した。第14週のロサンゼルス・ラムズ戦ではジャレッド・ゴフからキャリア初となるインターセプトを記録した。
プレーオフのワイルドカード・ラウンドのフィラデルフィア・イーグルス戦ではチーム最多の7タックルに加え、ニック・フォールズからインターセプトを記録したが、試合には敗れた。
このシーズンは121タックル、5サックを記録した。 

#### 2019年シーズン
第13週のデトロイト・ライオンズ戦ではチーム最多の15タックルに加え、デビッド・ブラウからサックを記録した。2019年12月9日に胸筋を断裂し、故障者リザーブに送られた。

#### 2020年シーズン
第16週のジャクソンビル・ジャガーズ戦ではマイク・グレノンから2度のインターセプトを記録した。チームはプレーオフに出場したが、自身はレギュラーシーズン最終戦で肘を痛めて欠場した。
このシーズンはオールプロセカンドチームに選出された。

#### 2021年シーズン
開幕前にベアーズから5年目の契約オプションを行使された。シーズンではリーグ5位となる163タックルを記録し、2年連続でオールプロセカンドチームに選出された。

#### 2022年シーズン
開幕前の2022年8月にベアーズと契約延長の交渉を試みたが、フロントオフィスからの評価の低さに不満を募らせ、トレードを要求した。トレーニングキャンプには合流したが、練習への参加は拒否した。8月20日に練習への不参加をやめ、シーズン中は契約延長に関する交渉を行わない意向を発表した。

### ボルチモア・レイブンズ
2022年10月31日にA・J・クレイン、2023年のドラフト2巡目指名権、5巡目指名権とのトレードで、ボルチモア・レイブンズへ移籍した。2022年シーズンは自身初となるプロボウル、オールプロファーストチームに選出された。
2023年1月10日にレイブンズと5年総額1億ドルの契約延長に合意した。ラインバッカーとしては現役最高額となった。

#### 2023年シーズン
158タックル、自己最多の8パスディフレクションを記録し、2年連続となるプロボウル、オールプロファーストチームに選出された。

#### 2024年シーズン
リーグ5位となる154タックルを記録し、3年連続となるプロボウル、オールプロファーストチームに選出された。

## 人物
ドラフトで指名されてから約2週間後の2018年5月8日に愛車が強盗被害に遭い、チームから支給されたiPadや大学時代のユニフォームなどが盗まれたが、翌日に返却された。